# Lienardia mighelsi
Lienardia mighelsi is een slakkensoort uit de familie van de Clathurellidae. De wetenschappelijke naam van de soort is voor het eerst geldig gepubliceerd in 1917 door Iredale & Tomlin.